# بوعرفه (استان بلیده)
بوعرفه (به عربی: بوعرفة) یک شهرداری در الجزایر است که در استان البلیده واقع شده‌است. بوعرفه ۳۰٬۲۵۸ نفر جمعیت دارد.